# Fisher (musiker)
Paul Nicholas Fisher, kendt som Fisher (skrevet FISHER )  er en australsk musikproducer og DJ. Han blev nomineret i kategorien bedste danseindspilning ved den 61. årlige Grammy Awards for sin solosingle " Losing It ".  

## Karriere

### Før musikken
Fisher var en professionel surfer i World Qualifying Series, før han startede en karriere inden for musik. 

### Musik
I juli 2018 udgav Fisher sin mest kendte sang "Losing It".

### DJ Magazinestop 100 DJs
| År   | Position | Noter         | Ref.  |
| ---- | -------- | ------------- | ----- |
| 2019 | 63       | Kom på listen | [ 5 ] |
| 2020 | 76       | 13 ned        | [ 5 ] |
| 2021 | 77       | 1 ned         | [ 5 ] |
| 2022 | 48       | 29 op         | [ 5 ] |